# Szarża pod Arcelinem
Szarża pod Arcelinem – szarża 1 Pułku Szwoleżerów Józefa Piłsudskiego wykonana dnia 17 sierpnia 1920 roku pod Arcelinem, w czasie Bitwy Warszawskiej.
1 pułk szwoleżerów liczył w tym czasie 450 ludzi, składał się z czterech szwadronów jazdy, szwadronu karabinów maszynowych i szwadronu technicznego, a jego dowódcą był major Jerzy Grobicki. W czasie Bitwy Warszawskiej pułk nominalnie wchodził w skład 9 Brygady Jazdy, dowodzonej przez majora Jana Głogowskiego, która razem z 8 Brygadą tworzyły Północną Dywizję Jazdy, zwaną także Dywizją Dreszera.
16 sierpnia 1920 1 pszw zapobiegł utracie Płońska, a następnego dnia, wspólnie ze znajdującym się w stanie organizacji 201 pułkiem szwoleżerów, bronił podejść do tego miasta. Na Płońsk nacierała bolszewicka 18. i 53. Dywizja Strzelców z 4 Armii. Tuchaczewski, nie mając jeszcze informacji o skutkach polskiej kontrofensywy znad Wieprza, za najgroźniejszą uznał sytuację nad Wkrą i dlatego 16 sierpnia wydał dyrektywę, w której nakazywał zniszczenie wojsk polskich znajdujących się w rejonie Ciechanowa i nad tą rzeką. Nakazał, aby 4 Armia, pozostawiając jedynie osłonę na zajmowanych na kierunku zachodnich liniach, większość sił skierowała na Sochocin – Zakroczym, a odwód rozmieściła w rejonie Ciechanów – Przasnysz. Na ich drodze stali polscy kawalerzyści. Zdobycie Płońska przez bolszewików miało na celu wyjście na tyły polskiej 5 Armii  gen. Władysława Sikorskiego, a docelowo jej rozbicie we współdziałaniu z 3 Armią i 15 Armią. Nie była to jeszcze decyzja o odwrocie na wschód sił Frontu Zachodniego, bowiem taką wydano dopiero 18 sierpnia 1920 roku.
17 sierpnia, walki obronne na północny wschód od Płońska trwały od godzin rannych. 201 pułk szwoleżerów, broniący się na linii Ćwiklin-Parcele, był silnie naciskany przez nieprzyjaciela i groziło mu rozbicie (w pewnym momencie jego dowództwo utraciło łączność z dowództwem brygady i dywizji), a 1 pszw, broniący się nieco dalej na północ, był naciskany z trzech stron i groziło mu otoczenie również od południa, tj. obszaru bronionego przez słabnący 201 pszw. 
Pułk, wychodząc z półokrążenia i ratując sąsiednią jednostkę, silnie naciskaną przez bolszewików, przeprowadził szarżę na atakującą Płońsk piechotę sowiecką 18 Dywizji Strzelców. Francuski oficer, major de Mazarat, przydzielony do pułku w roli doradcy-obserwatora, próbował protestować przeciwko planom Polaków, ponieważ uważał, że szarża nie ma szans powodzenia. O 17:00 pułk, dobywając lanc i szabel, ruszył do ataku wszystkimi siłami, pokonując najpierw kłusem, a później galopem 2 kilometry odkrytego terenu, pod silnym ostrzałem karabinów maszynowych i artylerii nieprzyjaciela, która jednak nie wyrządziła poważnych strat.
W wyniku przeprowadzonej szarży poległo około 200 Rosjan, pułk wziął do niewoli 800 jeńców, zdobył 2 ckm i 2 armaty. Inne źródła podają liczbę 1600 jeńców, zdobyto 63 karabiny maszynowe i 4 działa.
Straty 1 pułku szwoleżerów w czasie szarży wyniosły ok. 25 zabitych i rannych, w tym 3 oficerów, inne źródła podają 40 zabitych i rannych. Podczas walk obronnych pod Arcelinem pułk dodatkowo stracił ok. 10–15 zabitych i rannych (łącznie daje to blisko 10% stanu osobowego pułku w ciągu 2 dni walk).
Za szarżę pod Arcelinem, pięciu kawalerzystów zostało 18 sierpnia 1920 w Ćwiklinie odznaczonych przez gen. Władysława Sikorskiego krzyżami Virtuti Militari V klasy: mjr Jerzy Grobicki (dowódca pułku), dowódca 2. szwadronu ppor. Kazimierz Mastalerz, pchor. Jan Ciurlik - Nowiński i wachmistrz Ludwik Bilewicz z 2 szwadronu; pośmiertnie – por. Zbigniew Stroynowski z 4 szwadronu (zginął w czasie porannego rozpoznania 17 sierpnia).